# ウクライナ軍参謀本部
ウクライナ軍参謀本部（ウクライナぐんさんぼうほんぶ、ウクライナ語: Генеральний штаб Збройних сил України）は、ウクライナ軍の軍政機関。

## 機構
- 総司令官
- 参謀総長
  - 参謀総長補事務局
  - 会計局
  - 法務保障局

- 参謀次長/国防省情報総局第一副総局長

- 参謀第一次長
  - 通信・情報システム総局
  - 情報保護・暗号中央局
  - 行政局
  - 主指揮センター

- 参謀次長
  - 特別編成総局
  - 作戦総局
  - 防衛計画総局
  - 軍事科学局

- 参謀次長
  - 欧州・大西洋統合局
  - 証明局
  - 人道問題・社会支援局
  - 軍事協力局

- 参謀次長
  - 部隊勤務局
  - 軍事紋章局
  - 軍楽局
  - 消防局
  - 体育局
  - 行政・経済局

- 参謀次長/支援軍司令官
  - 支援軍司令部

- 法秩序軍務総局

## 歴代参謀総長
ウクライナ軍参謀総長は、2002年2月8日まではウクライナ国防省の第一次官を兼任していた。
また、2020年3月28日にウクライナ軍総司令官の地位が新設され、参謀総長の職責の一部を引き継いだ。
| 代   | 氏名                           | 階級                 | 就任           | 退任           |
| ---- | ------------------------------ | -------------------- | -------------- | -------------- |
| 暫定 | ゲオルギー・ジビツィヤ         | 中将                 | 1991年12月23日 | 1992年6月4日   |
| 1    | ヴァシーリー・ソブコフ         | 中将                 | 1992年6月4日   | 1992年9月25日  |
| 代行 | イヴァン・ビジャン             | 中将                 | 1992年9月25日  | 1993年3月24日  |
| 2    | アナトリー・ロパタ             | 大将                 | 1993年3月24日  | 1996年2月10日  |
| 3    | オレクサンドル・ザティナイコ   | 中将 →大将           | 1996年3月12日  | 1998年9月30日  |
| 4    | ウォロディミル・シキドチェンコ | 大将 →上級大将       | 1998年9月30日  | 2001年11月13日 |
| 代行 | ミコラ・パルチュク             | 中将                 | 2001年11月13日 | 2001年11月27日 |
| 5    | ペトロ・シュリャーク           | 大将                 | 2001年11月27日 | 2002年7月28日  |
| 6    | オレクサンドル・ザティナイコ   | 大将                 | 2002年7月28日  | 2004年6月3日   |
| 7    | セルヒー・キリチェンコ         | 中将 →大将 →上級大将 | 2004年7月19日  | 2009年11月18日 |
| 8    | イヴァン・スヴィーダ           | 大将 →上級大将       | 2009年11月18日 | 2010年5月31日  |
| 9    | フリホリー・ペドチェンコ       | 中将 →大将           | 2010年5月31日  | 2012年2月18日  |
| 10   | ウォロディミル・ザマナ         | 中将 →大将           | 2012年2月18日  | 2014年2月19日  |
| 11   | ユーリー・イーリン             | 海軍大将             | 2014年2月19日  | 2014年2月28日  |
| 12   | ミハイロ・クツィン             | 中将                 | 2014年2月28日  | 2014年7月3日   |
| 13   | ヴィクトル・ムジェンコ         | 中将 →大将 →上級大将 | 2014年7月3日   | 2019年5月21日  |
| 14   | ルスラン・コムチャック         | 中将                 | 2019年5月21日  | 2020年3月27日  |
| 15   | セルヒー・コルニチュク         | 中将                 | 2020年3月27日  | 2021年7月28日  |
| 16   | セルヒイ・シャプタラ           | 中将                 | 2021年7月28日  | 2024年2月9日   |
| 17   | アナトリー・バルギレヴィチ     | 少将 →中将           | 2024年2月9日   | 2025年3月16日  |
| 18   | アンドリー・フナトフ           | 少将                 | 2025年3月16日  | 現職           |